# 平和と労働センター
平和と労働センターは、東京都文京区湯島2-4-4に位置するビル。正式名称は「平和と労働センター・全労連会館」。2001年6月竣工。それまで港区新橋6-19-23にあった「平和と労働会館」（旧産別会議の事務所）の老朽化にともない、移転・新築された。
現在は公益財団法人。館内には、全労連、日本原水協、日本国民救援会、労働者教育協会、日本美術会、全日本民医連、治安維持法犠牲者国家賠償要求同盟 などが事務所を構える。